# Ludwig Paischer
Ludwig Paischer   (Oberndorf bei Salzburg, 28 de novembre de 1981) és un judoka austríac, ja retirat, guanyador d'una medalla olímpica.
Durant la seva carrera esportiva va prendre part en quatre edicions dels Jocs Olímpics d'Estiu, el 2004, 2008, 2012 i 2016. Destaca, per damunt de totes, la seva participació en els Jocs de Pequín del 2008, on guanyà la medalla de plata en la competició del pes extra lleuger del programa de judo.
En el seu palmarès també destaquen dues medalles en el Campionat del Món de judo, una de plata i una de bronze, el 2005 i 2007 respectivament, i set medalles en el Campionat d'Europa de judo, dues d'or, dues de plata i tres de bronze, entre les edicions del 2003 i 2010.